# Nera Tiebwa
Nera Tiebwa (2 oktober 2008) is een Kiribatisch judoka. Ze is actief in de klasse tot 57 kilogram.

## Carrière
In november 2023 nam Tiebwa deel aan de Pacifische Spelen. In de eerste ronde (tevens de kwartfinale) in de klasse tot 52 kilogram won ze van June Koidi. In de halve finale was de Australische Anneliese Fielder te sterk, waarna Tiebwa ook de strijd om het brons verloor van Prisicillia Monthouel.
In juli 2024 werd Tiebwa geselecteerd voor deelname aan de Olympische Spelen, vanwege een continentaal quotum. Als enige vrouw in de Kiribatische selectie werd ze aangewezen als vlaggendrager bij de openingsceremonie. In de eerste ronde in de klasse tot 57 kilogram verloor ze na amper vijf seconden met een ippon van de Oekraïense Darja Bilodid.